# ドン・ノッツ
ドン・ノッツ（Don Knotts, 本名：Jesse Donald Knotts, 1924年7月21日 - 2006年2月24日）は、アメリカ合衆国の喜劇俳優、声優である。
1960年代のシットコム『メイベリー110番』（The Andy Griffith Show）におけるバーニー・ファイフ役や、1980年代のシットコム『Three's Company』におけるラルフ・ファーリー役などで知られる。

## 生い立ち

### 青年期まで
ノッツはウェストバージニア州モーガンタウンにある学生街で、父ウィリアム・ジェシー・ノッツと母エルシー・L（旧姓ムーア）の息子として生まれた。父の一族は、先祖が17世紀にメリーランド州クイーンアンズ郡に定住して以来、アメリカ合衆国に居住していた。
父は農場主だったが、統合失調症を患い農場を失う。ドンと2人の兄弟を含むノッツ一家は、モーガンタウンでまかない付きの寮を営む母エルシーによって支えられていた。父はアルコール依存症も併発し、ドンが13歳の時にこの世を去る。
その後、ドンはモーガンタウンの高校を卒業。19歳の時には陸軍に入隊し、様々な軍の出し物を担当したり、看護兵としてパシフィック・シアターを含む第2次世界大戦に参加した。なお、海兵隊で教練教官をしていたという都市伝説があるが、事実ではない。 
戦後の1948年、ウェストバージニア大学を卒業。

### 舞台俳優
「Danny "Hooch" Matador」という人形を用いた腹話術をはじめ、芸人としての修業をさまざまな会場で積んだ後、ノッツは1953年から1955年までソープオペラ『Search for Tomorrow』に出演して知名度を上げる。
1956年、スティーブ・アレンのバラエティ番組に「アレンのレパートリー劇団員」役で出演。アレンの「Man in the Street」のインタビューに登場し、情緒不安定で神経質な男性を演じて人気が高まる。ノッツ演じる男が自らの職業を「外科医」「爆発物の専門家」といった情緒不安定な人には不向きの職業を名乗ると、場は非常に盛り上がった。
1958年、同名の著書及び演劇をもとにした映画『軍曹さんは暇がない』でアンディ・グリフィスと共演。これがきっかけでノッツとグリフィスの関係が築き上げられる。

### 『メイベリー110番』

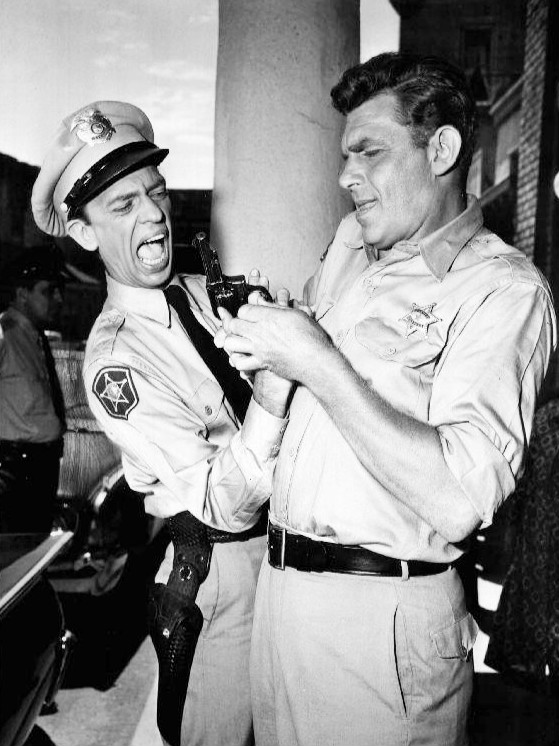
ドン・ノッツ（左）とアンディ・グリフィス（右）

1960年、グリフィスから自身の番組『メイベリー110番』（原題：アンディ・グリフィス・ショー）へのレギュラー出演をオファーされ、グリフィス演じる保安官アンディ・テイラーの従兄弟である副保安官バーニー・ファイフ役を演じる。5シーズンを通じて、エミー賞助演男優賞コメディ部門を5回受賞。
放送通信博物館のウェブサイトによると、バーニー・ファイフの役柄は以下のように要約されている。

横柄でロマンティックで、悪とも紙一重のバーニーは、銃をケースに入ったまま、あるいは天井に向けて誤射してしまい、寂しそうにアンディに銃を返すことが度々あるが、いつか正当に銃を撃つ日が来ることを夢見ている。このため、いつも銃弾を1つシャツのポケットに入れている。第196話では、犯人を追うためアンディから複数の銃弾を渡されるが、誤って犯人を逃がしてしまう。彼は不満だが、彼が思っているよりもメイベリーは小さく平和で、彼は他の都市では生きていけないと思われる。ドン・ノッツはコミカルで哀愁のあるキャラクターを冷静に演じ、番組は最初の5シーズンで3度のエミー賞を受賞した。
第1回放送後、グリフィスは『軍曹さんは暇がない』でのコンビと同様、ノッツは引き立て役であると考えていた。しかし、間もなくしてこの番組のコンビが特徴的であることに気付かされ、グリフィスはいくつかのインタビューで「第2回放送以降、私はドンの面白さを引き立たせるための引き立て役だった」と答えている。
当初、グリフィスは『メイベリー110番』は5シーズンほどで終わると予想していたが、ノッツは他の仕事を探してユニバーサル・ピクチャーズと5本の映画出演契約を結ぶ。グリフィスはノッツの番組残留を望んだが、ノッツの決意は固かった。ノッツの自伝によると、グリフィスの続行意思を知った時には映画の最終契約には至っていなかったが、この好機はもうないと考えて映画出演契約を結んだという。1955年、ノッツは『メイベリー110番』を降板し、番組内でバーニーはノースカロライナ州ローリーの警官隊に入り家族と共に引っ越したことになった。

### 私生活
大学時代の恋人キャスリン・メッツ（Kathryn Metz、愛称：Kay）とは1947年から1964年まで婚姻関係にあり、カレンとトーマスという子供をもうけた。1974年からはLoralee Czuchnaと婚姻関係にあったが、1983年に離婚。亡くなる直前までは、女優のFrancey Yarboroughと婚姻関係にあった。

### 晩年
2006年2月24日、カリフォルニア州ロサンゼルスのカリフォルニア大学ロサンゼルス・メディカル・センターで、肺がんに関連する肺と呼吸器に関する合併症のため亡くなった。亡くなる数日前までCedars-Sinai Medical Centerで治療を受けていたが、容体が落ち着いたため自宅療法に切り替えたところだった。亡くなる数時間前には、ノッツの長年の友人であったグリフィスがノッツの病床に訪れている。ノッツの妻と娘は、ノッツが亡くなるまでノッツのそばにいた。
ノッツの訃報記事では、ノッツが他の演芸人に大いなる影響を与えたと伝えている。音楽家にしてノッツのファンであるJ. D. ウィルクスは「ノッツのような天才だけが、親切で毎週友人を迎えてくれるファイフのように、不安を乗り越え受動的な奴には気合を与えてくれるナポレオン・キャラクターを作り出すことができるんだ。テレビにおける彼の素晴らしい貢献がなかったら、コナン・オブライエンやクリス・ファーレイみたいな自虐ネタをやる連中は出てこなかっただろう」とコメントしている。
遺体はロサンゼルスのウエストウッド・メモリアルパークに埋葬された。故郷のモーガンタウンにある「Don Knotts Boulevard」通り沿いには記念公園が作られることになり、記念公園に設置するためのノッツ像が制作された。

## 主な出演作品
| - 軍曹さんは暇がない No Time for Sergeants （1958） - Wake Me When It's Over （1960） - おかしな兵隊物語 The Last Time I Saw Archie （1961） - おかしなおかしなおかしな世界 It's a Mad, Mad, Mad, Mad World （1963、カメオ出演） - 女房は生きていた Move Over, Darling （1963） - 秘密兵器リンペット The Incredible Mr. Limpet （1964） - The Ghost and Mr. Chicken （1966） - The Reluctant Astronaut （1967） - Rowan & Martin at the Movies （1968） - The Shakiest Gun in the West （1968） - The Love God? （1969） - How to Frame a Figg （1971） - チビッ子ギャング台風（タイフーン） The Apple Dumpling Gang （1975） - No Deposit, No Return （1976） - 背番号00大奮戦 Gus （1977） - ラブ・バック/モンテカルロ大爆走 Herbie Goes to Monte Carlo （1977） - Hot Lead and Cold Feet （1978） - The Apple Dumpling Gang Rides Again （1979） - プライズファイター/笑撃!タイトルマッチ The Prize Fighter （1979） - The Private Eyes （1981） - キャノンボール2 Cannonball Run II （1984） - Pinocchio and the Emperor of the Night （1987） - スクール・ウォーズ/もうイジメは懲りごり! Big Bully （1996） - キャッツ・ドント・ダンス Cats Don't Dance （1997） - カラー・オブ・ハート Pleasantville （1998） - Tom Sawyer （2000） - Air Buddies （2006） | - Search for Tomorrow （1953 - 1955） - The Steve Allen Show （1956 - 1960） - メイベリー110番 The Andy Griffith Show （1960 - 1965） - The New Steve Allen Show （1961 - 1963） - The Don Knotts Show （1970 - 1971） - The Man Who Came to Dinner （1972） - The New Scooby-Doo Movies （1972） - I Love a Mystery （1973） - Steve Allen's Laugh Back （1975） - Fantasy Island （1978 - 1979） - Three's Company （1979 - 1984） - The Little Troll Prince （1985） - Return to Mayberry （1986） - Matlock （1987 - 1995） - What a Country （1987） - Timmy's Gift: A Precious Moments Christmas （1991） - Jingle Bells （1999） - Quints （2000） - Hermie: A Common Caterpillar （2003） - パパにはヒ・ミ・ツ 8 Simple Rules For Dating My Teenage Daughter （2003） - Hermie and Friends （2004） - ザット'70sショー That 70's Show （2005） |

| - ピノキオ 新しい冒険 Pinocchio and the Emperor of the Night （1987） - チキン・リトル Chicken Little （2005） | - ジョニー・ブラボー Johnny Bravo （1997） - Odd Job Jack （2003） - ロボット・チキン Robot Chicken （2005） |